# The Door (chanson de George Jones)
Pour les articles homonymes, voir The Door.
Singles de George Jones
The Grand Tour
(1974) These Days (I Barely Get By)
(1974)
The Door est un single écrit par Billy Sherrill et Norro Wilson et enregistré par George Jones. Publié en 1974, "The Door" devient le sixième morceau de George Jones en solo à atteindre la première place du hit-parade country américain. Le single est resté no 1 une seule semaine mais s'est maintenu dix semaines au total dans ce hit-parade.

## Positions dans les charts
| Chart (1974–1975)                  | Position |
| ---------------------------------- | -------- |
| U.S. Billboard Hot Country Singles | 1        |
| Canadian RPM Country Tracks        | 1        |